# Helena Rurykowiczówna
Helena Rurykowiczówna, Helena Iwanowna (ur. 19 maja 1476 w Moskwie, zm. 20 stycznia 1513 w Wilnie) – żona Aleksandra Jagiellończyka, wielka księżna litewska i niekoronowana królowa Polski, córka wielkiego księcia moskiewskiego Iwana III i Zofii (Zoe) Paleolog – bratanicy ostatniego cesarza bizantyńskiego, Konstantyna Dragazesa.

## Życiorys
3 grudnia 1494 poselstwo polskie z kasztelanem wileńskim Aleksandrem Juriewiczem Holszańskim i kasztelanem trockim Janem Jurjewiczem Zabrzezińskim na czele wyruszyło z Wilna po Helenę w celu wydania jej za mąż za wielkiego księcia litewskiego Aleksandra Jagiellończyka. Małżeństwo to miało cementować rozejm litewsko-moskiewski. Po przybyciu Heleny na Litwę, odbył się ślub obojga 15 lutego 1495 w katedrze Świętego Stanisława w Wilnie. Nie zachowały się przekazy dotyczące posagu, prawdopodobnie takowego nie było, gdyż Helena w listach do ojca wspominała dobroć męża, który wziął żonę bez posagu. Małżonek okazał dużą hojność wobec Heleny. 28 sierpnia 1501 Aleksander nadał żonie prawem dziedzicznym dobra Kniażyce, Teteryn, Smolniany, Hradyszcze i Łosice. Dokumentem z 10 stycznia 1503 Helena otrzymała również zamek Mohylew z przynależnymi dobrami.
Mimo zawarcia związku małżeńskiego z Aleksandrem, księżna pozostała przy wyznaniu prawosławnym. Prawdopodobnie w lecie 1497 księżna zaszła w ciążę, która jednak zakończyła się poronieniem. W maju 1500 księżna poważnie zachorowała, przypuszczalnie z powodu kolejnego poronienia. Po śmierci brata Aleksandra, króla polskiego Jana Olbrachta, książę przyjechał do Krakowa na koronację, zaś Helena przebywała w Wilnie. Kościół katolicki nie wyraził zgody na koronację Heleny, która była odmiennego wyznania. Przyjęła jednak oficjalnie tytuł królowej.
W czasie wojny z Moskwą wielokrotnie pomagała Aleksandrowi w negocjacjach ze swoim ojcem, prosząc go listownie o zaniechanie najazdów na Litwę. W mężu znalazła największe wsparcie i zrozumienie, opiekowała się nim, gdy zachorował. Po jego śmierci w 1506, Helena nadal pomagała w polepszeniu napiętych stosunków z Moskwą. W 1507 r. król Zygmunt I Stary nadał jej dożywotnio Suraż, Bielsk i Brańsk na jej osobiste uposażenie. W 1511 próbowała wyjechać do Moskwy, jednak nie zgodził się na to jej szwagier, Zygmunt I Stary. Potajemna próba opuszczenia Polski została udaremniona przez kanclerza wielkiego litewskiego Mikołaja Radziwiłła. Pod koniec tego roku Helena udała się do Brasławia.
Była podejrzewana o spiskowanie na rzecz brata, wielkiego księcia moskiewskiego Wasyla III. Zmarła bezpotomnie w wieku trzydziestu siedmiu lat i została pochowana w cerkwi Przeczystej Bogurodzicy w Wilnie. Wiele źródeł i współczesnych relacji podaje, jakoby została otruta, zaś sprawcami tej zbrodni mieli być Radziwiłłowie. Pozostawiła po sobie 40 000 dukatów, które w znacznej mierze zebrała podczas pobytu na Litwie.